# Шаймуханов, Дюсетай Аймагамбетович
Дюсетай Аймагамбетович Шаймуханов (1 января 1928, село Жастилек Ульяновского (ныне Бухар — Жырауского) района Карагандинской области — 21 декабря 2006, Караганда) — ректор Карагандинского педагогического института физического воспитания (1974—1982), почётный гражданин Караганды. Доктор исторических наук (1968), профессор (1970), действительный член (академик) Академии гуманитарных наук Республики Казахстан. Член КПСС.

## Биография
Происходит из подрода каржас рода суйиндык племени аргын.
Профессор кафедры археологии, этнологии и отечественной истории Карагандинского государственного университета имени академика Е. А. Букетова.

## Награды
Заслуженный работник науки Казахстана, отличник народного образования СССР
Решением 4 сессии районного Маслихата от 20.01.2004 года присвоено звание «Почетный гражданин Бухар — Жырауского района».